# Relaciones Colombia-Dominica
Las relaciones Colombia-Dominica son las relaciones diplomáticas entre la República de Colombia y la Mancomunidad de Dominica. Ambos gobiernos mantienen una relación amistosa. Ambos países americanos pertenecen a la Comunidad de Estados Latinoamericanos y Caribeños y la Organización de los Estados Americanos. Asimismo, las relaciones entre ambos países se enmarcan en aquella que tiene Colombia como observador en la Comunidad del Caribe.

## Historia
Ambos gobiernos establecieron relaciones diplomáticas el 9 de diciembre de 1980. En marzo de 2018 la ministra de exteriores colombiana María Ángela Holguín se reunió con el primer ministro dominiqués Roosevelt Skerrit en Dominica, y en mayo de 2019 el nuevo ministro de exteriores colombiano Carlos Trujillo se reunió con la ministra de exteriores dominiquesa Francine Baron.

## Relaciones económicas
Colombia exportó productos por un valor de 770 miles de dólares, siendo los principales productos de cosméticos, papel y relacionados con la industria agropecuaria, mientras que Colombia exportó productos por un valor de 10 mil dólares, siendo los principales productos maquinaria y químicos.

## Representación diplomática
Colombia usa su embajada en Kingston como embajada concurrente en Dominica.